# پوشیده‌شکم‌پایان
پوشیده‌شکم‌پایان (انگلیسی: Vetigastropoda) یک گروه طبقه‌بندی اصلی از حلزون‌های دریایی، نرم‌تنان شکم‌پای دریایی است که یک نسب بسیار باستانی را تشکیل می‌دهند. از نظر طبقه‌بندی، پوشیده‌شکم‌پایان گاهی اوقات به عنوان یک راسته در نظر گرفته می‌شود، اگرچه در Bouchet and Rocroi, 2005 به عنوان یک تبارشاخه بدون رتبه در نظر گرفته شده‌اند.
پوشیده‌شکم‌پایان از ابتدایی‌ترین شکم‌پایان زنده در نظر گرفته می‌شوند و به‌طور گسترده در تمام اقیانوس‌های جهان پراکنده شده‌اند. زیستگاه‌های آنها از اعماق دریا تا مناطق بین جزر و مدی متغیر است. بسیاری از آنها دارای صدف‌هایی با شکاف یا سایر دهانه‌های ثانویه هستند. یکی از ویژگی‌های اصلی آنها وجود ساختار صدفی صفحه‌ای متقاطع است. اکثر پوشیده‌شکم‌پایان دارای تقارن دو طرفه در سیستم‌های اندام خود هستند.
پوشیده‌شکم‌پایان زمانی به عنوان بخشی از یک گروه بزرگتر به نام Archaeogastropoda طبقه‌بندی می‌شدند که به معنای «حلزون‌های باستانی» است. با این حال، تحقیقات مدرن نشان داده است که این گروه یک گروه طبیعی نبوده و Vetigastropodaها بر اساس ویژگی‌های منحصر به فرد خود جدا شده و نام طبقه‌بندی خاص خود را دریافت کردند.

## نام
نام "Vetigastropoda" از لاتین گرفته شده است. "Vēti" به معنای "پوشیده" یا "محصور شده" است و "gastropoda" به طبقه حلزون‌ها و راب‌ها اشاره دارد. این نام نشان‌دهنده این واقعیت است که بیشتر Vetigastropodaها دارای صدفی هستند که بدن آنها را به‌طور کامل می‌پوشاند، که یک ویژگی تعیین‌کننده این گروه است.

## شرح
اندازه پوشیده‌شکم‌پایان از تقریباً ۲ میلی‌متر در مورد Scissurelloidea یا Skeneoidea تا بیش از ۳۰۰ میلی‌متر در گونه‌های Haliotoidea متغیر است. رنگ‌ها و الگوهای خارجی معمولاً کدر هستند، اما گروه‌هایی مانند Tricolioidea و برخی از Trochoidea و Pleurotomarioidea دارای رنگ‌های روشن و صدف‌های براق هستند. این کلاد با داشتن یک ساختار صدفی صفحه‌ای متقاطع مشخص می‌شود.
صدف‌ها از ساختارهای کشیده به شکل برجک تا نزدیک به کروی متغیر هستند. تزئینات صدف از خطوط رشد متحدالمرکز ساده که ممکن است روی سطح صدف به سختی قابل مشاهده باشند یا نباشند، تا دنده‌های شعاعی و محوری سنگین بسیار متفاوت است. دهانه صدف معمولاً بیضی شکل و اغلب مماس بر محور پیچش است. اکثر گونه‌ها دارای یک اپرکولوم (یک اندام کوچک شبیه درب) هستند. در داخل صدف، پوشیده‌شکم‌پایان دارای یک جفت شاخک سری و یک پوزه مشخص حاوی دهان هستند. کناره‌های جانبی بدن معمولاً دارای شاخک‌های حسی اپی‌پودیال هستند.

## پراکنش
پوشیده‌شکم‌پایان در تمام اقیانوس‌های جهان از آب‌های ساحلی کم عمق تا محیط‌های دریای عمیق، از جمله مناطق استوایی، مناطق معتدل و زیر یخ‌های قطبی یافت می‌شوند.
زیستگاه:
پوشیده‌شکم‌پایان در اکثر محیط‌های دریایی از مناطق بین جزر و مدی تا اعماق دریا وجود دارند. بسیاری از پوشیده‌شکم‌پایان با جایگاه‌های اکولوژیکی خاص در محیط‌های دریایی خود سازگار شده‌اند. آنها روی بسترهای سنگی، در رسوبات نرم وجود دارند، و برخی در منافذ گرمابی اعماق دریا و نشت‌های سرد یافت شده‌اند.

## رفتار
بیشتر پوشیده‌شکم‌پایان دوپایه جنسی هستند، اگرچه برخی از گونه‌های اعماق دریا نرماده هستند. پوشیده‌شکم‌پایان معمولاً گامت‌های خود را برای لقاح مستقیماً به دریا می‌ریزند، بنابراین برای اکثر گونه‌ها هیچ گونه معاشقه یا جفت‌گیری بین افراد وجود ندارد.

## رژیم غذایی
پوشیده‌شکم‌پایان معمولاً از ارگانیسم‌هایی مانند خزه‌زیان، آبدزدک‌های دریایی و اسفنج‌های دریایی تغذیه می‌کنند. چندین گونه مانند گوش‌ماهی‌ها و نوک‌دارواران تکامل یافته‌اند تا مستقیماً از مواد گیاهی مانند جلبک و گیاهان گل‌دار دریایی تغذیه کنند. پوشیده‌شکم‌پایان اعماق دریا معمولاً رسوبات را مصرف می‌کنند.

## تولید مثل
پوشیده‌شکم‌پایان معمولاً جنس‌های جداگانه دارند، و افراد یا نر هستند یا ماده. لقاح معمولاً در خارج از بدن صورت می‌گیرد و آنها تخم‌هایی می‌گذارند که قبل از استقرار به عنوان نوجوانان بالغ، به لاروهای آزاد شنا تبدیل می‌شوند. آنها معمولاً تخم‌های بسیار کوچکی دارند که لاروهای تخم‌گذاری (تغذیه از زرده) یا غیر تغذیه‌ای تولید می‌کنند. بسیاری از پوشیده‌شکم‌پایان پوشش‌های تخم ترشح می‌کنند و دارای ساختارهای غده‌ای پالیال هستند که توده‌هایی از تخم‌های پوشیده از ژله تولید می‌کنند.
گونه‌های بزرگتر معمولاً چرخه‌های سالانه تخم‌ریزی دارند و میلیون‌ها تخم در هر فصل تولید مثل تولید می‌کنند. گونه‌های کوچکتر تخم‌های کمتری تولید می‌کنند، اما می‌توانند در تمام طول سال تخم‌ریزی کنند.

## آرایه‌شناسی
پوشیده‌شکم‌پایان حداقل تا سال ۲۰۰۷ توسط M. Harzhauser و در سال ۲۰۰۵ توسط D. Heidelberger و L. Koch به عنوان یک ابرراسته معرفی شده‌اند. پوندر و لیندبرگ، ۱۹۹۷، قبلاً Vetigastropoda را به عنوان یک ابرراسته به زیر رده راست‌شکم‌پایان اختصاص دادند. تجزیه و تحلیل تبارزایی نشان می‌دهد که این آرایه یکی از چهار گروه طبیعی در شکم‌پایان است: پوشیده‌شکم‌پایان، تازه‌شکم‌پایان، شکم‌پایان کشککی، و دگرآبششان. تحقیقات روی آرایش ژنوم میتوکندری نشان داده است که Vetigastropoda (و Caenogastropoda) عمدتاً آرایش ژن اجدادی را حفظ می‌کنند.